# Kepuh Kiriman
Kepuh Kiriman is een bestuurslaag in het regentschap Sidoarjo van de provincie Oost-Java, Indonesië. Kepuh Kiriman telt 20.175 inwoners (volkstelling 2010).